# Euphorbia gebelica
Euphorbia gebelica là một loài thực vật có hoa trong họ Đại kích. Loài này được Brullo mô tả khoa học đầu tiên năm 1994 publ. 1996.